# Еколошка етика: увод у еколошку филозофију (књига)
Еколошка етика: увод у еколошку филозофију (енгл. Environmental Ethics: An Introduction to Environmental Philosophy) је стручна књига, уџбеник, аутора Џозефа Р. де Жардена (енгл. Joseph R. des Jardin), објављена 1993. године. Српско издање објавила је издавачка кућа "Службени гласник" 2006. године у преводу Александра Добријевића.

## О књизи
Књига Еколошка етика: увод у еколошку филозофију говори о томе како можемо користити филозофију да бисмо напредовали у решавању еколошких проблема. Уводи нас у етичку теорију на нове и лако разумљиве начине. Показује нам како можемо заједно да радимо на изградњи боље будућности.
Многи еколошки проблеми настају не из незнања или злонамерности, већ из мањка подстрека за забринутост. Аутор Еколошке етика испитује разлоге и зашто имамо тај мањак, као и то зашто треба да будемо забринути.